# Siseby Kirke
Siseby Kirke er en kirkebygning i romansk stil beliggende i landsbyen Siseby (på tysk Sieseby) i det nordlige Svans i Sydslesvig i den nordtyske delstat Slesvig-Holsten. Kirken er sognekirke i Siseby Sogn.
Kirken er opført i det sene 1100-tallet af kampesten. Den er første gang nævnt i skriftlige kilder i 1267. Bygningen blev senere flere gange udvidet. Omkring 1350 blev det flade bjælkeloft i skibet og koret skiftet ud med gotiske hvælvinger. I den gotiske periode blev også den nuværende vesttårn tilbygget. Kirkens granitdøbefont er fra opførelsestiden og nu placeret foran kirken. Korbuekrucifikset er ligeledes fra 1100-tallet. Prædikestolen er fra 1592. Stolens felter viser Abrahams ofring af Isak, Jesu opstandelse, pinsen, Paulus' omvendelse og den hellige Stefans stening. 1819/1820 fik kirken et typisk protestantisk prædikestolalter i klassicistisk stil. I samme tid blev også de to portaler ved syd- og nordsiden tilmuret og indgangen flyttet til vesttårnet.
Også kirkens første orgel er udført af Marcussen & Søn i 1819/1820. 1969 blev orglet dog skiftet ud med et nyere Marcussen-orgel. Det ældre orgel står nu i Haderslev Domkirke.
Menigheden er i 2020 slået sammen med nabo-menigheder fra Borreby-Land, Karby, Risby og Vabs Sogne, således at næsten hele Svans-området er nu samlet i en menighed under den lutherske nordtyske kirke. Ved siden findes der også danske menigheder i omegnen såsom i Egernfjord og Kappel.
- Prædikestol, alter med alterskranke og knæfald samt orgelpulpitur i koret
- Kalkmalerier
- Kirkens indre
- Porten